# Рабочий, Юрий Петрович
Юрий Петрович Рабочий (укр. Юрій Петрович Робочий; 1 марта 1949, Ворошиловск, Луганская область, Украинская ССР, СССР) — советский футболист, защитник. Позже — тренер. Мастер спорта СССР. Провёл более двухсот матчей за ворошиловградскую «Зарю».

## Карьера футболиста
Отец — родился Старобельском районе и работал крановщиком на Коммунарском металлургическом заводе, а его мать — донская казачка, работала на том же заводе в столовой. Юрий являлся старшим из двух братьев.
Участвовал в межшкольных спортивных соревнованиях. Занимался в спортивной секции под руководством Владимира Чумака. Выступал в юношеских соревнованиях чемпионата Луганска и области. В составе команде играл с Владимиром Малыгиным. Его игра понравилась Юрию Кремнёву и Евгению Пестову и он перешёл в коммунарский «Коммунарец», который выступал во Второй лиге СССР. Когда его призвали в армию, он проходил курс молодого бойца в городе Остер Черниговской области. В дальнейшем служил в разведчиком мотострелкового полка в учебном центре «Десна». Играл за команду дивизии в чемпионате среди вооружённых сил. После демобилизации Рабочий собирался подавить писать заявление на зачисление в команду города Ровно, однако после встречи с Евгением Пестовым он принял решение вернуться в Коммунарск.
В начале 1970-х Юрий перешёл в северодонецкий «Химик», в который уговорили его перейти Вадим Добижа и Леонид Расторгуев. «Химик» также играл во Второй лиге. В 1973 году команда прекратила выступления в турнире и Рабочий покинул Северодонецк. Карьеру он продолжил в ивано-франковском «Спартаке» из Первой лиги, куда его пригласил Вячеслав Першин. Начальник команды Александр Кольцов пообещал предоставить ему квартиру, однако в итоге он жил в общежитии. Рабочий стал игроком основы, сыграв во всех матчах Второй лиги 1974 года, действуя в защите в паре с Петром Кобычиком.
В 1975 году стал игроком ворошиловградской «Зари» из Высшей лиги СССР. Причиной перехода в «Зарю» стало выделение ему двухкомнатной квартиры в центре Ворошиловграда через Облсовпроф. На первых сборах в Абхазии Рабочего пробовали на различных позициях в защите. После прихода на тренерский мостик Йожефа Сабо в 1977 году, Юрий стал играть как нападающий. В этом году команда дошла до полуфинала Кубка СССР, где уступила московскому «Торпедо» (0:1). В 1979 году команда заняла предпоследнее место в чемпионате СССР и вылетела в Первую лигу. В этом же году Рабочий начал выступать в качестве капитана. В 1983 году провёл последний сезон в качестве профессионального футболиста из-за травм, завершив таким образом карьеру в 35 лет.
Является одним из лучших задних защитников в истории луганской «Зари». В составе команды провёл более двухсот матчей. В 2010 году сайт Football.ua включил его в список 50 лучших игроков «Зари», поставив его на 26 место.

## Тренерская карьера
По окончании карьеры игрока стал работать детским тренером в школе луганской «Зари». Среди его воспитанников Роман Разумов, Никита Каменюка, Виктор Онопко, Александр Бацманов, Роман Коршиков и Руслан Даудов. Работал с группой футболистов 1993 года рождения. В этой группе он работал с футболистами Дмитрием Тертышным и Ренатом Мирошниковым.

## Стиль игры
Рабочий выступал на позиции защитника и нападающего. Юрий является левшой. Отмечалась его хорошая игра в пас.

## Личная жизнь
В 1974 году он поженился. С будущей невестой его познакомила подруга футболиста В. Новикова. Воспитывает сына.

## Статистика
| Сезон    | Клуб                      | Лига           | Чемпионат | Чемпионат | Кубок | Кубок |
| Сезон    | Клуб                      | Лига           | Игры      | Голы      | Игры  | Голы  |
| -------- | ------------------------- | -------------- | --------- | --------- | ----- | ----- |
| 1966     | Коммунарец                | Вторая лига    | 1         | 0         |       |       |
| 1968     | Коммунарец                | Вторая лига    | 30        | 3         |       |       |
| 1969     | Коммунарец                | Вторая лига    | ?         | 5         |       |       |
| 1972     | Химик (Северодонецк)      | Вторая лига    | ?         | 5         |       |       |
| 1973     | Химик (Северодонецк)      | Вторая лига    | ?         | 8         |       |       |
| 1974     | Спартак (Ивано-Франковск) | Первая лига    | 38        | 0         | 4     | 0     |
| 1975     | Заря (Ворошиловград)      | Чемпионат СССР | 7         | 0         |       |       |
| 1976 (В) | Заря (Ворошиловград)      | Чемпионат СССР | 10        | 0         | 1     | 0     |
| 1976 (О) | Заря (Ворошиловград)      | Чемпионат СССР | 13        | 0         |       |       |
| 1977     | Заря (Ворошиловград)      | Чемпионат СССР | 26        | 4         | 4     | 1     |
| 1978     | Заря (Ворошиловград)      | Чемпионат СССР | 25        | 1         | 3     | 1     |
| 1979     | Заря (Ворошиловград)      | Чемпионат СССР | 30        | 1         | 5     | 0     |
| 1980     | Заря (Ворошиловград)      | Первая лига    | 37        | 3         | 5     | 1     |
| 1981     | Заря (Ворошиловград)      | Первая лига    | 43        | 2         | 4     | 0     |
| 1982     | Заря (Ворошиловград)      | Первая лига    | 17        | 0         | 3     | 0     |
| 1983     | Заря (Ворошиловград)      | Первая лига    | 39        | 1         |       |       |

Источники:
- Статистика — Профиль на сайте FootballFacts.ru